# Tricentra aurilimbata
Tricentra aurilimbata là một loài bướm đêm trong họ Geometridae.